# Campionati del mondo di canottaggio 2012
I Campionati del mondo di canottaggio 2012 si sono svolti tra il 15 e il 19 agosto 2012 a Plovdiv, in Bulgaria.

Dato che si tratta di un anno olimpico, si sono disputate solo le prove non comprese nel programma del canottaggio ai Giochi della XXX Olimpiade. Contemporaneamente si sono svolti anche i Campionati del mondo juniores.

## Podi

### Uomini
| Evento                                    | Oro | Tempo   | Argento | Tempo   | Bronzo | Tempo   |
| Due con (dettagli)                        | Bielorussia Stanislaŭ Ščarbačėnja Aljaksandr Kazuboŭski Pëtr Piatrjnič                                                                                         | 6'55"33 | Francia Michael Molina Benjamin Lang Benjamin Manceau | 6'55"93 | Canada Kai Langerfeld Peter McClelland Dane Lawson                                                         | 6'56"61 |
| Singolo pesi leggeri (dettagli)           | Henrik Stephansen | 6'56"41 | Péter Galambos | 6'57"50 | Andrew Campbell Jr.                                                                                        | 6'57"88 |
| Due senza pesi leggeri (dettagli)         | Italia Luca De Maria Armando Dell'Aquila | 6'37"11 | Paesi Bassi Arnoud Greidanus Joris Pijs | 6'37"18 | Francia Fabien Tilliet Jean-Christophe Bette                                                               | 6'39"88 |
| Quattro di coppia pesi leggeri (dettagli) | Polonia Adam Sobczak Mariusz Stańczuk Artur Mikołajczewski Miłosz Jankowski                                                                                    | 5'55"03 | Grecia Georgios Konsolas Nikolaos Afentoulis Panagiotis Magdanis Eleftherios Konsolas                                                                      | 5'56"74 | Cina Liang Yangyang Guo Yang Fa Guofeng Kong Deming                                                        | 5'57"12 |
| Otto pesi leggeri (dettagli)              | Germania Matthias Schömann-Finck Jost Schömann-Finck Martin Kühner Jonas Schützeberg Christian Hochbruck Jochen Kühner Bastian Seibt Lars Wichert Martin Sauer | 5'44"10 | Italia Jiri Vlcek Catello Amarante II Salvatore Di Somma Davide Riccardi Livio La Padula Martino Goretti Andrea Caianiello Matteo Pinca Gianluca Barattolo | 5'46"78 | Cina Ke Feng Meng Yulja Wang Jiahai Shi Shuai Zheng Xiaoyun Hou Zhenwei Li Qiang Zhao Jingbin Wang Minjian | 5'47"85 |

### Donne
| Evento                                    | Oro                                                                   | Tempo   | Argento                                                                  | Tempo   | Bronzo                                                         | Tempo   |
| Singolo pesi leggeri (dettagli)           | Alexandra Tsiavou                                                     | 7'32"37 | Michaela Taupe-Traer                                                     | 7'37"04 | Alena Kryvašėenka                                              | 7'38"93 |
| Quattro di coppia pesi leggeri (dettagli) | Polonia Magdalena Kemnitz Jaclyn Halko Agnieszka Renc Weronika Deresz | 6'36"17 | Danimarca Helene Olsen Sarah Jürgensen Christian Pultz Sarah Christensen | 6'37"82 | Italia Giulia Pollini Enrica Marasca Elena Coletti Erika Bello | 6'39"13 |

## Medagliere
| Pos.   | Paese       | Oro | Argento | Bronzo | Totale |
| ------ | ----------- | --- | ------- | ------ | ------ |
| 1      | Polonia     | 2   | 0       | 0      | 2      |
| 2      | Italia      | 1   | 1       | 1      | 3      |
| 3      | Danimarca   | 1   | 1       | 0      | 2      |
| 3      | Grecia      | 1   | 1       | 0      | 2      |
| 4      | Bielorussia | 1   | 0       | 1      | 2      |
| 5      | Germania    | 1   | 0       | 0      | 1      |
| 6      | Francia     | 0   | 1       | 1      | 2      |
| 7      | Austria     | 0   | 1       | 0      | 1      |
| 7      | Paesi Bassi | 0   | 1       | 0      | 1      |
| 7      | Ungheria    | 0   | 1       | 0      | 1      |
| 10     | Cina        | 0   | 0       | 2      | 2      |
| 11     | Canada      | 0   | 0       | 1      | 1      |
| 11     | Stati Uniti | 0   | 0       | 1      | 1      |
| Totale | Totale      | 7   | 7       | 7      | 21     |